# Jørgen Poulsen (journalist)
 For alternative betydninger, se Jørgen Poulsen. (Se også artikler, som begynder med Jørgen Poulsen)
Jørgen Elneff Poulsen (født 5. juli 1943 i Branderup, Sønderjylland) er en dansk journalist og tidligere medlem af Folketinget for Det Radikale Venstre og Ny Alliance. Oprindeligt valgt for Ny Alliance ved valget 13. november 2007. Poulsen er desuden tidligere kommunikationschef og generalsekretær for Dansk Røde Kors, og inden da var han udenrigskorrespondent for Danmarks Radio.

## Biografi
Jørgen Poulsen voksede op i en husmandsfamilie i Branderup i Sønderjylland. Han blev uddannet journalist og var under elevtiden hos Kalundborg Folkeblad (1964-1967). Derefter var han free-lance i Afrika, før han kom til Danmarks Radio (1968). Her blev han blandt andet kendt for sine meget personlige reportager fra krigs- og katastrofeområder, især fra Biafra og Vietnam. I 1972 blev han ansat i DR’s folketingsredaktion, og fra 1974-93 var han DR’s udenrigskorrespondent i Stockholm, Hong Kong og Washington D.C.
Som tv-journalist blev Jørgen Poulsen bemærket for sin dramaturgiske opbygning af tv-indslag, hvor billeder og stemninger i høj grad fik lov at fortælle historien. Mange vil huske hans indslag i Søndagsavisen med de udviklingshæmmede fra Svaneparken, men også ubådsjagten i den svenske skærgård og ikke mindst dækningen af mordet på Olof Palme (1986). Forinden havde Jørgen Poulsen lavet filmen ”Olof Palme” (1983), som var det eneste eksisterende film-portræt af politikeren, og som efter mordet blev brugt af tv-stationer verden over. Sammen med Palmes bror, Claes Palme, skrev Jørgen Poulsen, bogen ”Olof Palme” (Munksgårds Forlag 1986).
I august 1992 fik Jørgen Poulsen orlov fra DR for at koordinere og lede Dansk Røde Kors’, Folkekirkens Nødhjælp og Red Barnet’ fælles indsamling til de hungerramte i Somalia og i Afrikas Horn. Det lykkedes at engagere hele nationen og indsamle over 70 mio.kr. Efter kampagnen blev Jørgen Poulsen ansat som kommunikationschef i Dansk Røde Kors (1993) og året efter udnævnt til generalsekretær.
Som dynamisk generalsekretær 1994-2007 formåede han at give organisationen en fremtrædende plads i offentligheden. Samtidig kunne Dansk Røde Kors i de 13 år, hvor Jørgen Poulsen var generalsekretær, notere nye rekorder i indsamlede midler.
Fra 1998-2004 sad Jørgen Poulsen tillige i det nyoprettede Dommerudnævnelsesrådet som udpeger dommere til alle danske domstole inklusive Højesteret. Han var også medlem af det justitsministerielle udvalg, som i 2006 fastlagde reglerne for dommernes bibeskæftigelse.
Jørgen Poulsens afgang fra Røde Kors blev turbulent. Han stillede op til folketingsvalget den 13. november 2007 og blev valgt ind for Ny Alliance. I december kom det frem, at Jørgen Poulsen og Røde Kors var i forhandlinger om en aftrædelsesgodtgørelse. Poulsen forklarede i et interview til Politiken, at han følte sig fyret, og at han ifølge sin kontrakt havde krav på 2 millioner kroner i godtgørelse. Organisationen mente på sin side, at Poulsen reelt selv havde sagt sin stilling op, da det at være generalsekretær i den apolitiske organisation ikke var foreneligt med at være – eller have været – indvalgt i Folketinget. Der kunne derfor heller ikke blive tale om, at Jørgen Poulsen kunne få orlov. Sagen endte med et forlig, hvor Røde Kors udbetalte 750.000 kroner til den afgående generalsekretær – en løsning, som både Røde Kors og Jørgen Poulsen fra flere sider blev kritiseret for.

## Politisk karriere
Ved Folketingsvalget 2007 stillede Jørgen Poulsen op for det nystiftede parti Ny Alliance i Sydjylland og blev valgt som et af partiets fem mandater i Folketinget. I begyndelsen af 2008 meldte to af partiets folketingsmedlemmer, Gitte Seeberg og Malou Åmund, sig ud af partiet. Også Jørgen Poulsen kritiserede partiledelsen for at svigte partiets valggrundlag til fordel for en ny-liberalistisk kurs. Kritikken fremførte han bl.a. i en artikel i Berlingske Tidende (15.juni 2008) hvor han modsatte sig, at Saxo Banks direktør Lars Seier Christensen, til gengæld for økonomisk støtte, skulle have sæde i partiets styrende organer og have adgang til at deltage i folketingsgruppens møder. Ligeledes kritiserede han, at partiets ledelse uden om folketingsgruppen havde besluttet at sige nej til Euroen. Det førte til, at han 24. juni blev ekskluderet af Ny Alliances Folketingsgruppe og blev løsgænger. Jørgen Poulsen blev ikke ekskluderet af partiet, men den 29. juni 2008 meldte han sig selv ud. Forinden havde Ny Alliances stifter, Naser Khader kaldt Jørgen Poulsen for »en politisk Tournesol«. Mindre end et år senere forlod også Naser Khader partiet med den begrundelse, at han ikke længere kunne stå inde for partiets neo-liberalistiske kurs.
Den 11. august 2008 blev Jørgen Poulsen medlem af Radikale Venstres folketingsgruppe. Han genopstillede ikke ved folketingsvalget i 2011, men fortsatte som medlem af hovedbestyrelsen og som partiets repræsentant i Europarådet. Som rapportør for Europarådet udarbejdede Jørgen Poulsen i 2009 et sæt nye principper for erstatning til flygtninge og fordrevne i Europa. De blev vedtaget af Europarådets Parlamentariske Forsamling (93-1) i januar 2010 og har fået navnet ”Poulsen Principles”. De anvendes nu af Den Europæiske menneskerettigheds Domstol (ECtHR) og af FN.

## Hædersbevisninger
Jørgen Poulsen modtog IKEA-prisen 1986, Fritz Olsen-prisen 1987 og Bibliotekarforbundets Døssingpris 2004. Berlingske Tidende udpegede ham den 4. oktober 2007 til "Danmarks mest troværdige organisationsleder".[kilde mangler]

## Bøger
Nød og Nødhjælp, Munksgaards Forlag 1974,
Atomkraft, Munksgaards Forlag 1976,
”Olof Palme”, Samlerens Forlag 1986.